# Віковий дуб (Сколе, вул. Князя Святослава, 13)
Вікови́й дуб — ботанічна пам'ятка природи місцевого значення в Україні. Розташована в південно-західній частині міста Сколе Львівської області, на вулиці Князя Святослава (між будинками № 11а і 13). 
Площа 0,03 га. Статус надано 1984 року. Перебуває у віданні Сколівської міської ради. 
Статус надано для збереження одного екземпляра вікового дуба. 
Дерево втратило більшу частину головного стовбура, залишились два бокові стовбури (станом на 2017 рік).